# IC 3077
IC 3077 ist eine spiralförmige Zwerggalaxie mit ausgedehnten Sternentstehungsgebieten vom Hubble-Typ Sdm im Sternbild Coma Berenices am Nordsternhimmel. Sie ist schätzungsweise 61 Millionen Lichtjahre von der Milchstraße entfernt und hat einen Durchmesser von etwa 15.000 Lj. Unter der Katalogbezeichnung VCC 170 als Mitglied des Virgo-Galaxienhaufens aufgeführt.
Im selben Himmelsareal befinden sich u. a. die Galaxien IC 3065, IC 3080, IC 3093, IC 3096.
Das Objekt wurde am 7. Mai 1904 von Royal Harwood Frost entdeckt.